# Nordin Musampa
Nordin Musampa (Almere, 13 oktober 2001) is een Nederlands voetballer van Congolese afkomst die voor Vitesse speelt.

## Clubcarrière

### Ajax
Nordin Musampa speelde in de jeugd van AVV Zeeburgia, USV Elinkwijk en Almere City FC. Sinds 2016 speelt hij in de jeugd van AFC Ajax. Hij debuteerde voor Jong Ajax in de Eerste divisie op 25 maart 2019, in de met 3-3 gelijkgespeelde thuiswedstrijd tegen Jong FC Utrecht.

### FC Groningen
Op 22 april 2022 werd bekend dat Musampa met ingang van het seizoen 2022/23 de overstap ging maken naar FC Groningen. Hij debuteerde op 1 oktober 2022 voor FC Groningen in de met 1-4 verloren thuisduel tegen AZ. Hij kwam acht minuten voor tijd in de ploeg voor Laros Duarte. In september 2024 werd zijn contract bij FC Groningen ontbonden.

### Vitesse
Op 10 januari 2025 maakte Vitesse bekend dat Musampa op amateurbasis aansluit bij de selectie. Hij debuteerde op 12 januari tegen VVV-Venlo (1-4) en mocht de week erna starten tegen FC Volendam (0-4), maar na het herstel van Marcus Steffen kreeg Musampa geen speelminuten meer.

## Statistieken

### Beloften
| Seizoen | Club      | Competitie     | Competitie | Competitie |
| Seizoen | Club      | Competitie     | Wed.       | Dlp.       |
| ------- | --------- | -------------- | ---------- | ---------- |
| 2018/19 | Jong Ajax | Eerste divisie | 1          | 0          |
| 2019/20 | Jong Ajax | Eerste divisie | 0          | 0          |
| 2020/21 | Jong Ajax | Eerste divisie | 25         | 2          |
| 2021/22 | Jong Ajax | Eerste divisie | 30         | 1          |
| Totaal  | Totaal    | Totaal         | 56         | 3          |

### Senioren
| Seizoen | Club         | Competitie     | Competitie | Competitie | Beker | Beker | Internationaal | Internationaal | Totaal | Totaal |
| Seizoen | Club         | Competitie     | Wed.       | Dlp.       | Wed.  | Dlp.  | Wed.           | Dlp.           | Wed.   | Dlp.   |
| ------- | ------------ | -------------- | ---------- | ---------- | ----- | ----- | -------------- | -------------- | ------ | ------ |
| 2022/23 | FC Groningen | Eredivisie     | 8          | 0          | 0     | 0     | 0              | 0              | 8      | 0      |
| 2023/24 | FC Groningen | Eerste divisie | 1          | 0          | 0     | 0     | 0              | 0              | 1      | 0      |
| 2024/25 | Vitesse      | Eerste divisie | 2          | 0          | 0     | 0     | 0              | 0              | 2      | 0      |
| Totaal  | Totaal       | Totaal         | 11         | 0          | 0     | 0     | 0              | 0              | 11     | 0      |

Bijgewerkt t/m 13 juni 2025.

## Privé
Hij is de neef van Kiki Musampa.